# سرخرگ غده جنسی
سرخرگ غدد جنسی یا شریان گنادال (به انگلیسی: gonadal artery) در پزشکی، رگ های خونی هستند که خون را از قلب و توسط سرخرگ آئورت شکمی به غدد جنسی (بیضه‌ها، تخمدان‌ها) حمل می کنند، این سرخرگ ها شامل:

در زنان: سرخرگ تخمدانی

در مردان: سرخرگ بیضه